# Hampus Hagman
Hampus Patrik Wilhelm Hagman, född 7 maj 1987 i Tynnereds församling i Göteborg, är en svensk politiker (kristdemokrat). Han var ordinarie riksdagsledamot 2018–2022, invald för Göteborgs kommuns valkrets. Han är Kristdemokraternas skattepolitiska talesperson.
Hagman har en kandidatexamen (B.Sc.) i statsvetenskap från Göteborgs universitet som han tog 2009.
Hagman arbetade som politisk sekreterare för Kristdemokraterna i Göteborgs kommun åren 2011–2016. Han blev sedan själv kommunpolitiker i Göteborgs kommun. Han hade bland annat uppdrag i kommunens byggnadsnämnd och var inriktad på sjöfarts- och miljöfrågor.
Han var riksdagsledamot 2018–2022. I riksdagen var Hagman ledamot i skatteutskottet 2018–2022. Han var suppleant i bland annat civilutskottet, EU-nämnden, finansutskottet, näringsutskottet och trafikutskottet. Hagman drev bland annat frågan om att inrätta ett sjöfartsråd.